# Tiều
Tiều (Chữ Hán: 晁; Bính âm: Cháo) và Tiều (Phồn thể: 譙; Giản thể: 谯; Bính âm: Qiáo), là một họ của người Trung Quốc và Triều Tiên. Họ Tiều (晁) đứng thứ 373 trong Bách gia tính, còn họ Tiều (譙) đứng thứ 496. Họ Tiều (晁) trong tiếng Hàn viết là 조 (phát âm: jo).
Ngoài ra, chữ Tiều (晁) còn đọc là Triều, chữ Tiều (譙) còn đọc là Tiếu.